# Zoë Paul
Zoë Paul là một nhà điêu khắc và họa sĩ gốc Nam Phi, sinh sống tại Athens. Cô kết hợp các kỹ thuật truyền thống với các sản phẩm chất thải công nghiệp để kiểm tra các không gian cộng đồng, thủ công và trong nước.

## Tuổi thơ và giáo dục ban đầu
Cha mẹ của Zoë Paul đến Hy Lạp từ Nam Phi trong thời kỳ phân biệt chủng tộc. Paul, sinh năm 1987 tại Nam Phi, lớn lên ở Vương quốc Anh và Hy Lạp, trên một hòn đảo Kythira. Do nguồn lực hạn chế của gia đình cô vào thời điểm đó, Paul đã học cách làm việc với nhiều vật liệu khác nhau ngay từ khi còn nhỏ. Cô học điêu khắc tại Camberwell College of Arts, nơi cô nhận bằng cử nhân và tại Royal College of Art ở London, nơi cô lấy bằng thạc sĩ.

## Công việc và sự nghiệp
Paul sử dụng điêu khắc, vẽ và dệt để khám phá các không gian trong nước. Tác phẩm của cô được truyền cảm hứng đặc biệt bởi các đường mờ giữa nội thất và ngoại thất. Vì Paul là một nhà điêu khắc được đào tạo, nghệ thuật của cô cũng bị ảnh hưởng của điêu khắc cổ điển Hy Lạp.

## Triển lãm
Triển lãm cá nhân của Paul La Perma-Perla Kraal Emporium, nơi khám phá sự hiếu khách và cộng đồng, đã được tổ chức tại phòng trưng bày Breeder ở Athens  và tại Spike Island Artspace ở Bristol, Vương quốc Anh. Một điểm đặc biệt của triển lãm này là một chiếc bàn dài nơi Paul mời khách tham gia cùng cô tại các hạt đất sét lăn trong khi uống trà xô thơm. Các hạt đất sét cũng được sử dụng để tạo ra rèm cửa bằng hạt, là một phần của triển lãm của Paul và là một chủ đề định kỳ trong suốt tác phẩm của cô.